# Nork'i Jrants'k'
Nork'i Jrants'k' är en kanal i Armenien. Den ligger i den centrala delen av landet, 6 km norr om huvudstaden Jerevan.
Runt Nork'i Jrants'k' är det i huvudsak tätbebyggt. Runt Nork'i Jrants'k' är det mycket tätbefolkat, med 5 021 invånare per kvadratkilometer.